# Миленбах (Шварцвалд)
Миленбах (њем. Mühlenbach) општина је у њемачкој савезној држави Баден-Виртемберг. Једно је од 51 општинског средишта округа Ортенау. Према процјени из 2010. у општини је живјело 1.686 становника. Посједује регионалну шифру (AGS) 8317078.

## Географски и демографски подаци
Миленбах се налази у савезној држави Баден-Виртемберг у округу Ортенау. Општина се налази на надморској висини од 260 метара. Површина општине износи 31,2 km². У самом мјесту је, према процјени из 2010. године, живјело 1.686 становника. Просјечна густина становништва износи 54 становника/km².